# Camarma de Esteruelas
Camarma de Esteruelas è un comune spagnolo di 7.555 (2021) abitanti situato nella comunità autonoma di Madrid.